# Kazimierz Szymonik
Kazimierz Jan Szymonik (ur. 15 stycznia 1942 w Miedźnie koło Częstochowy) − polski dyrygent, muzykolog, pedagog, ksiądz katolicki.

## Życiorys
Ukończył Niższe Seminarium Duchowne w Częstochowie. Studia teologiczne odbył w latach 1960–1966 w Częstochowskim Wyższym Seminarium Duchownym z siedzibą w Krakowie. W latach 1971–1976 studiował muzykologię w Akademii Teologii Katolickiej w Warszawie, a w latach 1978–1981 dyrygenturę chóralną w Akademii Muzycznej im. I.J. Paderewskiego w Poznaniu, w klasie Stefana Stuligrosza. Studia dyrygenckie uzupełniał w Akademii Muzycznej im. K. Lipińskiego we Wrocławiu pod kierunkiem Stanisława Krukowskiego, a także w Institut Catholique w Paryżu, specjalizując się w wykonawstwie chorału gregoriańskiego. W roku 1988 uzyskał stopień naukowy doktora nauk humanistycznych na podstawie rozprawy doktorskiej „Oficjum rymowane o św. Stanisławie Dies adest celebris i hymn Gaude Mater Polonia w polskich antyfonarzach przedtrydenckich. Studium muzykologiczne” (1988, promotor: prof. dr hab. Jerzy Pikulik), a w roku 1990 w Akademii Muzycznej we Wrocławiu uzyskał kwalifikacje II stopnia w zakresie prowadzenia zespołów wokalnych i wokalno-instrumentalnych. Od stycznia 2000 r. posiada tytuł profesora sztuk muzycznych.
Od 1980 roku pracuje w specjalności muzykologii (obecnie Muzykologia Teoretyczna i Stosowana) na Uniwersytecie Kardynała Stefana Wyszyńskiego; od 1992 roku pełni funkcję kierownika Katedry Wykonawstwa Muzyki Religijnej, a od 1999 – kierownika specjalności Muzykologia Teoretyczna i Stosowana. W tej uczelni pełni również, od 1981 roku, funkcję dyrektora artystycznego i dyrygenta Chóru UKSW. Z zespołem tym odbył szereg podróży artystycznych (m.in. w Austrii, Belgii, Francji, Hiszpanii, Jugosławii, Niemczech, Monako, Szwajcarii, Watykanie, na Węgrzech i we Włoszech).
Od 1981 roku prowadzi także działalność pedagogiczną w Wyższym Seminarium Duchownym w Częstochowie. Równocześnie, od roku 1994 współpracuje z Uniwersytetem Muzycznym Fryderyka Chopina w Warszawie (od roku akademickiego 1997/1998 pracuje w pełnym wymiarze godzin na Wydziale Edukacji Muzycznej na kierunku Muzyka Kościelna, a w roku akademickim 1998/1999 został mianowany profesorem nadzwyczajnym UMFC). Pełni funkcję kierownika specjalności Muzyka Kościelna. W kadencji 2005–2008 pełnił funkcję prorektora do spraw nauki i dydaktyki AMFC. W roku 2008 został ponownie wybrany na stanowisko prorektora do spraw nauki i Wydziału Instrumentalno-Pedagogicznego w Białymstoku, na kadencję 2008–2012. Ponadto Kazimierz Szymonik prowadzi działalność pedagogiczną w Akademii Muzycznej w Krakowie i Akademii Muzycznej im. Feliksa Nowowiejskiego w Bydgoszczy. Uczestniczy także, jako wykładowca, w seminariach, studiach podyplomowych i innych formach kształcenia z zakresu dyrygentury chóralnej i chorału gregoriańskiego.
Zasiada w radach artystycznych i jury licznych konkursów i festiwali muzyki chóralnej (m.in.: Ogólnopolski Turniej Chórów Legnica Cantat, Festiwal Pieśni Chóralnej w Międzyzdrojach, Międzynarodowy Festiwal Muzyki Sakralnej Gaude Mater w Częstochowie, Konkurs Kompozytorski Musica Sacra, Jury Nagrody im. Włodzimierza Pietrzaka, Ogólnopolski Festiwal Kolęd i Pastorałek w Będzinie). Kawaler Zakonu Rycerskiego Grobu Bożego w Jerozolimie.
Równolegle prowadzi działalność naukową. Posiada w dorobku wiele artykułów z zakresu chorału gregoriańskiego i muzyki sakralnej, liczne odczyty i wykłady. Jest autorem książki Oficjum rymowane o św. Stanisławie (Niepokalanów 1996).

## Nagrody
Jest laureatem licznych nagród i wyróżnień, wśród nich wielu uzyskanych z Chórem UKSW. Należą do nich m.in.:
- 1986 – Nagroda Specjalna dla Dyrygenta na Ogólnopolskim Turnieju Chórów „Legnica Cantat”
- 1987 – Grand Prix dla Chóru ATK na Festiwalu Chóralnym w Kraśniku
- 1988 – I miejsce, Złoty Medal, Nagroda Specjalna i Dyrygencka dla Chóru ATK na Festiwalu w Katowicach
- 1988 – IV miejsce dla Chóru ATK na „Akademia Cantat” we Wrocławiu
- 1990 – II miejsce dla Chóru ATK na II Ogólnopolskim Festiwalu Pieśni Religijnej im. ks. S. Ormińskiego w Rumi
- 1990 – Honorowe Obywatelstwo Miasta Rocamadour (Francja)
- 1996 – Gdańsk – Ekumeniczny Krzyż Komandorski z Gwiazdą Orderu św. Brygidy
- 1996 – Tytuł Prałata Jego Świątobliwości
- 1998 – Nagroda Kanclerza Bałtyckiej Wyższej Szkoły Humanistycznej Echo Bałtyku
- 1998 – dwa I miejsca na festiwalu World Music w Fivizzano (Włochy)
- 1999 – Złota Odznaka Liceum Św. Augustyna
- 2002 – Krzyż Kawalerski Orderu Odrodzenia Polski[2]
- 2003 – Nagroda Prezydenta Miasta Częstochowy
- 2007 – Srebrny Medal „Zasłużony Kulturze Gloria Artis”[3]
- 2009 – Krzyż Oficerski Orderu Odrodzenia Polski[4]
- 2019 – Złoty Medal „Zasłużony Kulturze Gloria Artis”[3]
- szereg nagród Rektora ATK (UKSW)

## Dyskografia
wybór nagrań CD z Chórem ATK-UKSW:
- Veni Sancte Spiritus (Polskie Nagrania Edition ECD 036)
- Chór Akademii Teologii Katolickiej (DUX 0251)
- Musica Sacra Poloniae (DUX 0108) – nominacja do nagrody „Fryderyk 1998” i Grand Prix na XIV Międzynarodowym Festiwalu Filmów Katolickich i Multimediów Niepokalanów 1999
- Kolędy Polskie (DUX 0275)
- Białym Orłem wzleć (MCD 002)
- Missa pro Patria Pawła Łukaszewskiego (Acte Préalable 0019)
- Sanctus Adalbertus flos purpureus Juliusza Łuciuka (DUX 0299)
- Marian Borkowski – Symphonic and Sacred Music (Acte Préalable 0036)